# Чен, Вероника
Вероника Чен (исп. Verónica Chen; род. 12 февраля 1969, Буэнос-Айрес) — аргентинский кинорежиссёр, сценарист, продюсер.

## Биография
Изучала литературу и кино. Сняла несколько короткометражных лент. Первый полнометражный фильм Вагон для курящих (2001) был высоко оценен публикой и критикой. В 2005 создала продюсерскую фирму Бамбук, продюсировавшую, в частности, её фильм Вода (2006).

## Фильмография
- 2001: Вагон для курящих/ Vagón fumador (премия лучшему новому режиссёру на МКФ в Уэльве, номинация на первую премию МКФ в Братиславе)
- 2006: Вода/ Agua (премия за лучший фильм на МКФ в Амьене, премия молодёжного жюри и экуменического жюри на МКФ в Локарно, Серебряная биснага на Фестивале испанского кино в Малаге, специальная премия жюри Новый голос/Новый взгляд на МКФ в Палм-Спрингс)
- 2007: Fronteras argentinas: Por la razón o la fuerza (телевизионный, документальный)
- 2010: Сентиментальное путешествие// Viaje sentimental
- 2012: Женщина-кролик/Mujer conejo